# Koncentration (dominospel)
Koncentration är ett sällskapsspel som spelas på samma sätt som kortspelet memory (även kallat komihåg), men med dominobrickor i stället för kort.
Två eller flera spelare kan delta, och en uppsättning med 28 dominobrickor (0–6 ögon) används. Spelet går ut på att bilda trick (motsvarigheten till par i memory). Ett trick består av två brickor vilka tillsammans har 12 ögon. Brickorna 6-6 och 0-0 måste paras ihop, likaså 6-5 och 1-0, men de övriga brickorna kan kombineras på mer än ett sätt.
Brickorna läggs med baksidan uppåt på bordet i fyra rader med sju brickor i varje rad. Den spelare som är i tur tar upp två brickor efter eget val och vänder på dem. Om brickornas ögonsumma är 12, läggs de åt sidan som vunna. Om ögonsumman är en annan läggs de tillbaka på samma platser med framsidan nedåt. Spelet går sedan vidare till nästa deltagare.
Varje vunnet trick ger 1 poäng, och ett parti kan förslagsvis gå till 56 poäng.